# Bělá pod Bezdězem - zámek
Bělá pod Bezdězem - zámek este o arie protejată (arie specială de conservare — SAC, sit de importanță comunitară — SCI) din Republica Cehă întinsă pe o suprafață de 1,23 ha, integral pe uscat.

## Localizare
Centrul sitului Bělá pod Bezdězem - zámek este situat la coordonatele 50°30′06″N 14°48′26″E / 50.501667°N 14.807222°E.

## Înființare
Situl Bělá pod Bezdězem - zámek a fost declarat sit de importanță comunitară în aprilie 2005 pentru a proteja 1 specie de animale. Situl a fost protejat și ca arie specială de conservare în iulie 2012.

## Biodiversitate
Situată în ecoregiunea continentală, aria protejată nu include niciun habitat protejat.
La baza desemnării sitului se află o specie protejată de  mamifere: liliac comun (Myotis myotis).